# C/2002 O4 Hoenig
La cometa C/2002 O4 (Hoenig) è una cometa non periodica che è stata scoperta da Sebastian Florian Hönig, allora astrofilo, oggi astronomo: la cometa è stata scoperta visualmente usando un telescopio senza riprendere immagini.